# Gilberte Cournand
Gilberte Cournand, née Gilberte Violetta Sinère Scarset le 25 septembre 1913 à Gérardmer (Vosges) et morte le 28 juillet 2005 à Louveciennes, est une journaliste et critique de danse, galeriste, libraire et aussi mécène française.

## Biographie
Gilberte Violetta Sinère Scarset voit le jour à la veille de la déclaration de la guerre de 14. Elle parle peu de son enfance dans les Vosges, région si douloureusement touchée par la guerre et les malheurs. Le 30 décembre 1943, elle épouse à Marseille René Édouard Frédéric Louis Cournand (1893-1970), et c'est sous le nom de son mari qu'elle devient une figure incontournable du monde de la danse.
Gilberte Cournand est la fondatrice en 1951 de la galerie-librairie La Danse, place Dauphine puis rue de Beaune dans le 7e arrondissement de Paris, dans le quartier des antiquaires, le Carré Rive Gauche. Elle écrit dans les meilleures revues spécialisées et régulièrement dans le journal Le Parisien. Toute la danse était pour elle un sujet d'intérêt pour les chorégraphes et les danseurs, passant de la danse classique au hip-hop, avec une curiosité que les années ne ternissaient pas. Gilberte Cournand était une mémoire de la danse.
En 1996, elle a mis en vente à l'Hôtel Drouot une grande partie de sa précieuse collection de livres sur la danse ; elle a fait don de plus de 4 000 volumes, archives, revues et photographies au Centre national de la danse.
Gilberte Cournand reçoit les insignes d'officier dans l'ordre national de la Légion d'honneur le 22 septembre 1999, elle avait été faite chevalier le 27 octobre 1983.

## Hommages
- Hommage de Renaud Donnedieu de Vabres, ministre de la culture et de la communication, à Gilberte Cournand le 29 juillet 2005.
- Une salle de lecture et de vidéo de la Médiathèque du CND a été baptisée "Salle Gilberte Cournand".
- Le docteur Claude-Alain Planchon, qui fut son proche ami pendant plus de vingt ans, a retracé son histoire à partir d'extraits de leur correspondance. Il dit lui-même que son livre est une sorte de nouvel « Harold & Maud » tout en arabesque : La Dame céleste et le Diable délicat (Jacques Flament éditions, sept.2014[3]).

## Œuvres sur la danse
Elle a écrit quelques livres sur la danse et de nombreux articles de presse :
- Reflets de la danse, chronique hebdomadaire dans le journal Le Parisien
- Beauté de la danse, Tours, Gautier-Languereau, 1977
- Laurent Sebillote (dir.), Catalogue de la donation Gilberte Cournand, éd. CND, 2002

Elle a participé à la conception de disques sur la musique de danse :
- Merveilles du ballet, Variations et grands pas, Gilberte Cournand, Michel De Faria (janvier 1998), CD album
- Musique pour la leçon de danse, Exercices de barre et milieu, Georges Rabol, Gilberte Cournand, Gilbert Mayer, CD album.
- Elle fait réaliser des portraits ou sculptures de danseurs célèbres tels que Claire Motte, Serge Lifar, Noëlla Pontois, Claude Bessy, Serge Golovine, etc. En 2004, Gilberte Cournand a demandé au sculpteur de la Monnaie de Paris, René Mayot, une médaille commémorative à l'effigie de Larrio Ekson sur l'avers et représentant Carolyn Carlson et Larrio Ekson dans Il y a juste un instant, ballet donné à l'Opéra de Paris en 1974.